# نيدة (سوهاج)
قرية نيدة هي إحدى القري التابعة لمركز أخميم بمحافظة سوهاج في جمهورية مصر العربية. حسب إحصاءات سنة 2006، بلغ إجمالي السكان في نيدة 20743 نسمة، منهم 10500 رجل و10243 امرأة.